# Loi d'orientation du commerce et de l'artisanat
La loi no 73-1193 du 27 décembre 1973 d'orientation du commerce et de l'artisanat, dite loi Royer, est une loi française votée à l’initiative de Jean Royer, premier régime à réglementer l'urbanisme commercial.

## Contexte
Le contexte de la loi est celui de l'essor rapide de la grande distribution dans les années 1960.
Le projet de loi fait l'objet de véhéments débats qui durent trois semaines. La gauche choisit l'opposition systématique, rejointe par la droite libérale qui défend « la liberté d'établissement ». Marcel Fournier, le fondateur de Carrefour, combat vivement la loi en achetant quantité de pages de publicité dans les journaux français.

## Premier régime à réglementer l'urbanisme commercial
La loi Royer encadre l'urbanisme commercial dans la continuité de la circulaire interministérielle no 61-43 du 24 août 1961, de la circulaire interministérielle du 29 juillet 1969 et de la loi no 69-1263 du 31 décembre 1969. Son but était de sauver le petit commerce en limitant la croissance des grandes surfaces.
Pour cela, elle a institué une procédure obligeant les projets de création de commerce de plus de 1 000 m2 dans les communes de moins de 40 000 habitants et de plus de 1 500 m2 dans les communes de 40 000 habitants et au-delà, à demander au préalable l'autorisation, en complément du permis de construire, auprès de commissions spécialisées (voir ci-dessous), pour s'implanter ou s'agrandir. D'autre part, les extensions  et les projets de création de commerce de plus de 200 m2 sont également soumises à une autorisation préalable dès lors que les unités commerciales atteignent ou dépassent ces seuils.
Elle prévoit une commission d'appel nationale appelée Commission nationale d'équipement commercial (CNEC) qui remplace la Commission national d'urbanisme commercial (CNUC).
Selon le gouvernement français, la loi a eu pour effet de réduire la concurrence dans le secteur de la grande distribution en France. Fin 2009, on comptabilise 1 072 hypermarchés appartenant à la grande distribution.